# R06 (Oekraïne)
De R06 (Cyrillisch: P06) is een regionale weg in Oekraïne. De weg is onderdeel van de verbinding tussen Kiev en de Krim. De weg loopt vanaf de havenstad Mykolajiv naar het stadje Oeljanivka. De R06 is 228 kilometer lang.

## Verloop
De weg begint in het centrum van Mykolajiv, aan de kruising met de M14 naar Odessa en Cherson. De eerste 40 kilometer naar het noordwesten bestaat uit 2x2 rijstroken, tot aan het stadje Nova Odesa. Via de stadjes Voznesensk en Joezjno-oekrajinsk loopt de weg na het noorden, waar men ten zuiden van Pervomajsk de M13 kruist, welke naar Kropyvnytsky en Moldavië loopt. Bij Oeljanivka sluit de weg aan op de M05, de autosnelweg tussen Kiev en Odessa.